# Katarzyna Adamiak-Sroczyńska
Katarzyna Adamiak (ur. 15 września 1975) – polska dziennikarka i specjalistka ds. mediów i PR, w 2015 dyrektorka biura prasowego prezydenta RP Andrzeja Dudy, w latach 2017–2019 szefowa redakcji programu „Pytanie na śniadanie", nadawanego na antenie TVP2, a od 2020 szefowa redakcji rolnej Telewizji Polskiej. 

## Życiorys
Absolwentka Wydziału Politologii i Nauk Społecznych Uniwersytetu im. Kardynała Stefana Wyszyńskiego. Karierę dziennikarską zaczynała w dzienniku „Życie” w latach 90. Była też w pierwszym zespole tworzącym dziennik Metro, gdzie objęła stanowisko szefowej działu kultury. W 2006 została starszą specjalistką ds. PR w Programie III Polskiego Radia. Z „Trójki” odeszła z odwołanym dyrektorem stacji Krzysztofem Skowrońskim.
Razem z Krzysztofem Skowrońskim, Wojciechem Cejrowskim, Grzegorzem Wasowskim i Moniką Makowską-Wasowską współtworzyła Radio Wnet. Pełniła rolę zastępczyni redaktora naczelnego „Radia Wnet” i redaktor naczelnej „Kuriera Wnet”. Była również członkinią zarządu „Spółdzielczych Mediów Wnet”. Po odejściu z dziennikarstwa była wspólniczką w przedsiębiorstwie doradczym New Story.
Od 12 sierpnia do 1 grudnia 2015 pracowała na stanowisku dyrektorki biura prasowego prezydenta RP Andrzeja Dudy (jej następcą został Marek Magierowski). W lutym 2017 została kierowniczką redakcji programu „Pytanie na śniadanie” w TVP2, pełniła tę funkcję do sierpnia 2019.
Od 1 czerwca 2020 jest szefową redakcji rolnej Telewizji Polskiej.